# Listă de detectivi fictivi

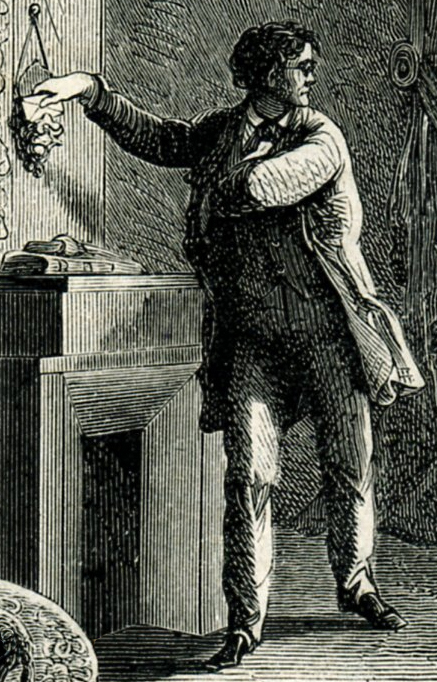
C. Auguste Dupin

Aceasta este o listă de detectivi fictivi notabili: amatori, particulari, de poliție și criminaliști, care apar în literatură, film, televiziune, teatru și jocuri video.

## Lista

### Detectivi amatori
| Detectiv                                         | Creator                                      | Debut                                                                                | Note |
| ------------------------------------------------ | -------------------------------------------- | ------------------------------------------------------------------------------------ | --- |
| Miss Marple                                      | Agatha Christie                              | romanul Crimă la vicariat (1930)                                                     | Apare în 12 romane polițiste și în 20 de povestiri scurte |
| Jessica Fletcher                                 | William Link și Richard Levinson             | serialul Verdict crimă (1984–1996)                                                   | Interpretată de Angela Lansbury |
| Lord Peter Wimsey                                | Dorothy L. Sayers                            | romanul Whose Body? (1923)                                                           | [ 1 ] |
| C. Auguste Dupin                                 | Edgar Allan Poe                              | povestirea „Crimele din Rue Morgue” (1841)                                           | Primul detectiv celebru din ficțiune. |
| Părintele Brown                                  | G. K. Chesterton                             | "The Blue Cross" (1910)                                                              | preot catolic, apare în 51 de povestiri |
| William de Baskerville                           | Umberto Eco                                  | Numele trandafirului (1984)                                                          | călugăr franciscan din secolul al XIV-lea |
| Kosuke Kindaichi (金田一 耕助, Kindaichi Kōsuke) | Seishi Yokomizo (横溝 正史, Yokomizo Seishi) | The Honjin Murders (1946) (本陣殺人事件, Honjin satsujin jiken)                      | 77 de romane. Interpretat de Kōji Ishizaka, prima dată în Familia Inugami (1976) |
| Kogoro Akechi (明智 小五郎, Akechi Kogorō)       | Edogawa Ranpo                                | "The Case of the Murder on D. Hill" (D坂の殺人事件, D-zaka no satsujin jiken) (1925) | Este considerat cel mai faimos personaj detectiv din Japonia, care în operele ulterioare a fost liderul unui grup de detectivi cunoscuți sub numele de Shōnen Tantei-dan (少年探偵団lit. Grupul tinerilor detectivi) |
| Misir Ali (bengaleză: মিসির আলি)                    | Humayun Ahmed                                | Debi (1985)                                                                          | A fost descris ca unul dintre cele mai faimoase personaje din literatura bengaleză, TV și film în ultimele trei decenii                                                                                              |
| Arjun                                            | Samaresh Majumdar                            | Khutimari Range (1983)                                                               | [ 18 ] [ 19 ] [ 20 ] [ 21 ] |
| P. K. Basu                                       | Narayan Sanyal                               | „Nagchampa” (1968)                                                                   | [ 22 ] [ 23 ] |
| Trixie Belden                                    | Julie Campbell Tatham                        | The Secret of the Mansion(1948)                                                      | [ 24 ] [ 25 ] |
| Boston Blackie                                   | Jack Boyle (1881–1928)                       | "The Price of Principle" (1914)                                                      | Actorul Chester Morris a interpretat personajul în 14 filme Columbia Pictures (1941–1949) și într-un serial radio NBC din 1944.                                                                                      |
| Mrs Bradley                                      | Gladys Mitchell                              | romanul Speedy Death (1929)                                                          | 66 de romane publicate între 1929-1975. |
| Rosemary & Thyme                                 | Brian Eastman, Clive Exton                   | serialul TV Rosemary & Thyme (2003–2006)                                             | Pam Ferris ca Laura Thyme și Felicity Kendal ca Rosemary Boxer |
| Keith Mars                                       | Rob Thomas                                   | serialul Veronica Mars (2004-2007)                                                   | Interpretat de Enrico Colantoni |

### Detectivi particulari
| Detectiv              | Creator                  | Debut                                | Note                           |
| --------------------- | ------------------------ | ------------------------------------ | ------------------------------ |
| Lew Archer            | Ross Macdonald           | romanul The Moving Target (1949)     | [ 32 ]                         |
| Cordelia Gray         | P. D. James              |                                      |                                |
| Sherlock Holmes       | Sir Arthur Conan Doyle   |                                      |                                |
| Philip Marlowe        | Raymond Chandler         |                                      |                                |
| Sam Spade             | Dashiell Hammett         |                                      |                                |
| Hercule Poirot        | Agatha Christie          |                                      |                                |
| Thomas Magnum         | Donald P. Bellisario     | Magnum, P.I.                         |                                |
| Kinsey Millhone       | Sue Grafton              |                                      |                                |
| Solar Pons            | August Derleth           | The Adventure of the Black Narcissus | [ 33 ]                         |
| Pepe Carvalho         | Manuel Vázquez Montalbán | Eu l-am ucis pe Kennedy (1972)       | [ 34 ]                         |
| Richard „Rick” Castle | Andrew W. Marlowe        | Castle (2009–2016)                   | Interpretat de Nathan Fillion. |

### Detectivi de poliție
| Detectiv             | Creator                          | Debut                                      | Note |
| -------------------- | -------------------------------- | ------------------------------------------ | --- |
| Adam Dalgliesh       | P. D. James                      |                                            | |
| Lt. Theo Kojak       | Abby Mann, Selwyn Raab           | Kojak                                      | Interpretat de Telly Savalas |
| Inspectorul Morse    | Colin Dexter                     |                                            | |
| Inspectorul Clouseau | Blake Edwards, Maurice Richlin   | Pantera Roz (1963)                         | Interpretat de Peter Sellers (1963–1978) |
| Columbo              | William Link și Richard Levinson | Columbo                                    | Interpretat de Peter Falk |
| Roderick Alleyn      | Ngaio Marsh                      |                                            | |
| Jules Maigret        | Georges Simenon                  | Pietr-le-Letton (1931)                     | |
| Frank Black          | Chris Carter                     | Millennium (1996-1999)                     | Fost agent FBI, consultant al poliției. Interpretat de Lance Henriksen |
| Charlie Chan         | Earl Derr Biggers                | The House Without a Key (1925)             | Chan a apărut prima dată în romanele lui Biggers și apoi a apărut în peste 40 de filme, începând din 1926, interpretat de Sidney Toler.                                   |
| Dick Tracy           | Chester Gould                    | Detroit Mirror oct. 1931                   | [ 37 ] |
| William Murdoch      | Maureen Jennings                 | Murdoch Mysteries (2008)                   | Interpretat de Yannick Bisson |
| Erast Fandorin       | Boris Akunin                     | romanul Azazel (1998)                      | Interpretat de Oleg Evghenievici Menșikov |
| Inspectorul Palmu    | Mika Waltari                     | romanul Kuka murhasi Rouva Skrofin? (1939) | Interpretat de Joel Rinne în Inspector Palmu's Mistake (1960), Gas, Inspector Palmu! (1961), The Stars Will Tell, Inspector Palmu (1962) și Vodka, Inspector Palmu (1969) |

### Criminaliști
| Detectiv               | Creator                  | Debut                                      | Note                                                                     |
| ---------------------- | ------------------------ | ------------------------------------------ | ------------------------------------------------------------------------ |
| Kay Scarpetta          | Patricia Cornwell        |                                            |                                                                          |
| Dr. R. Quincy          | Glen A. Larson, Lou Shaw | Quincy M.E. (1976–1983)                    | Interpretat de Jack Klugman                                              |
| Dexter Morgan          | Jeff Lindsay             | Dexter ( 2006-2013)                        | Interpretat de Michael C. Hall                                           |
| Temperance Brennan     | Kathy Reichs             | Déjà Dead (1997)                           | Interpretat în serialul Cititorii de oase (2005-2017) de Emily Deschanel |
| Donald „Ducky” Mallard | Donald P. Bellisario     | NCIS: Anchetă militară & Justiție militară | Interpretat de David McCallum.                                           |
| Henry Morgan           | Matt Miller              | Forever                                    | Interpretat de Ioan Gruffudd.                                            |

## Galerie de imagini

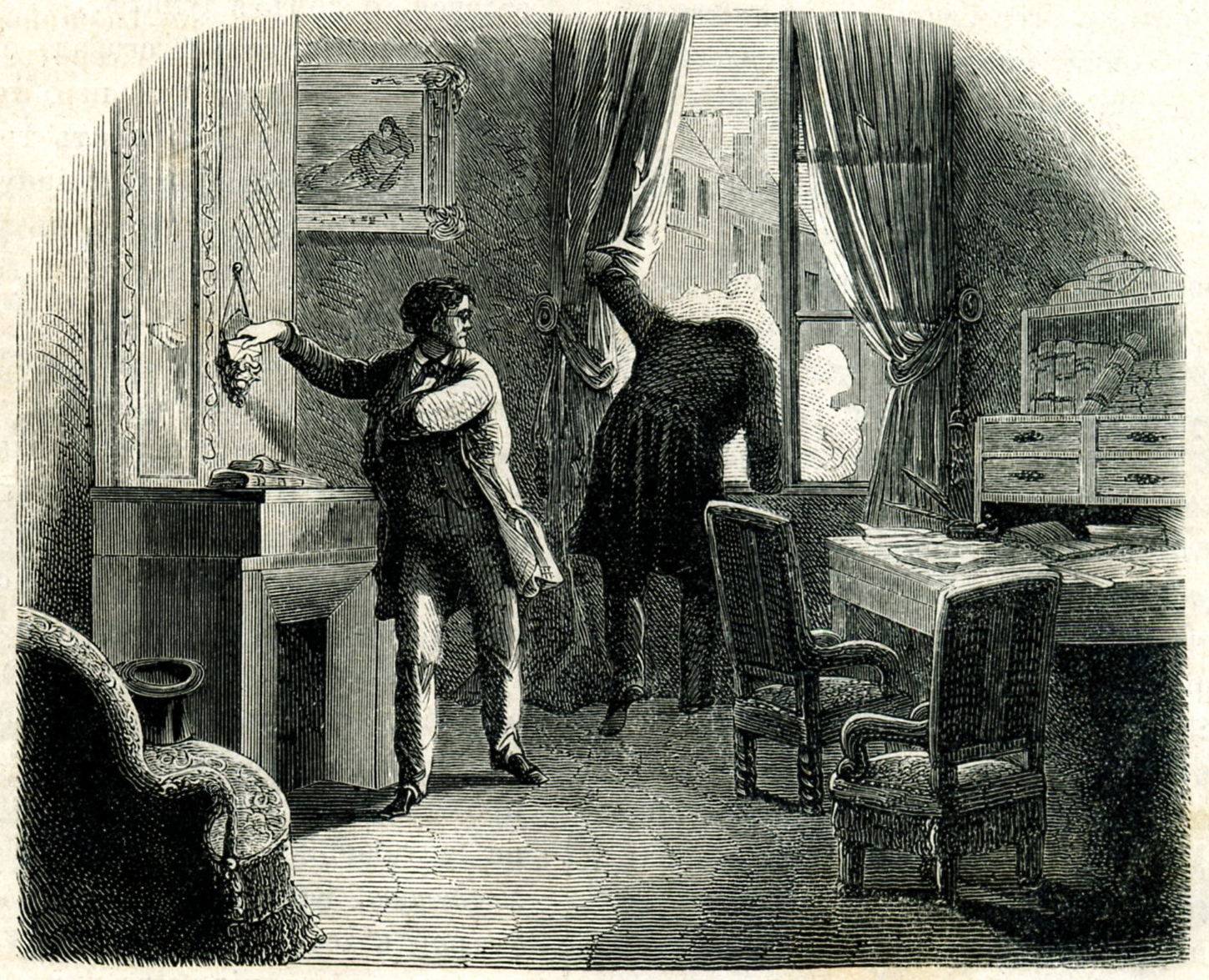
Auguste Dupin
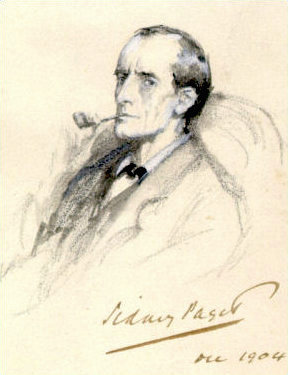
Sherlock Holmes
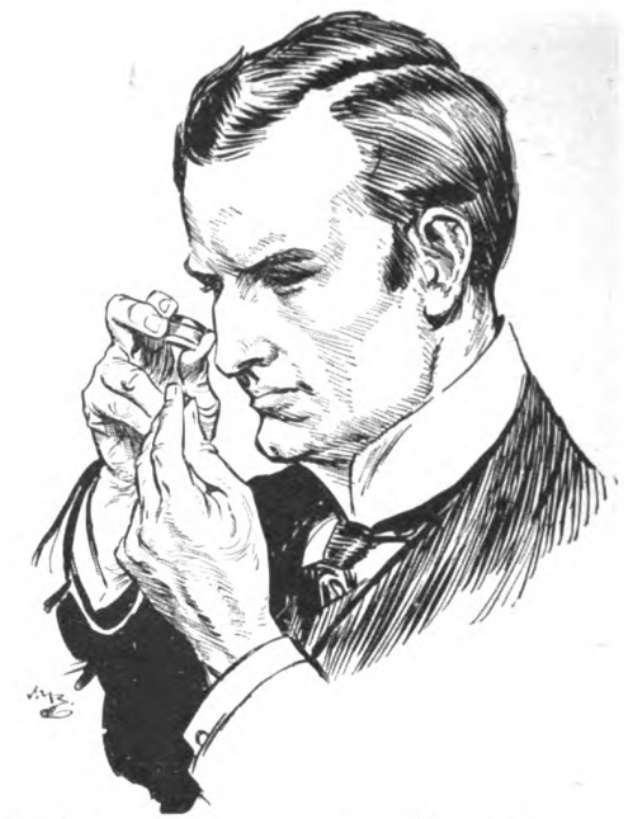
Dr. John Thorndyke desenat de H. M. Brock în 1908.
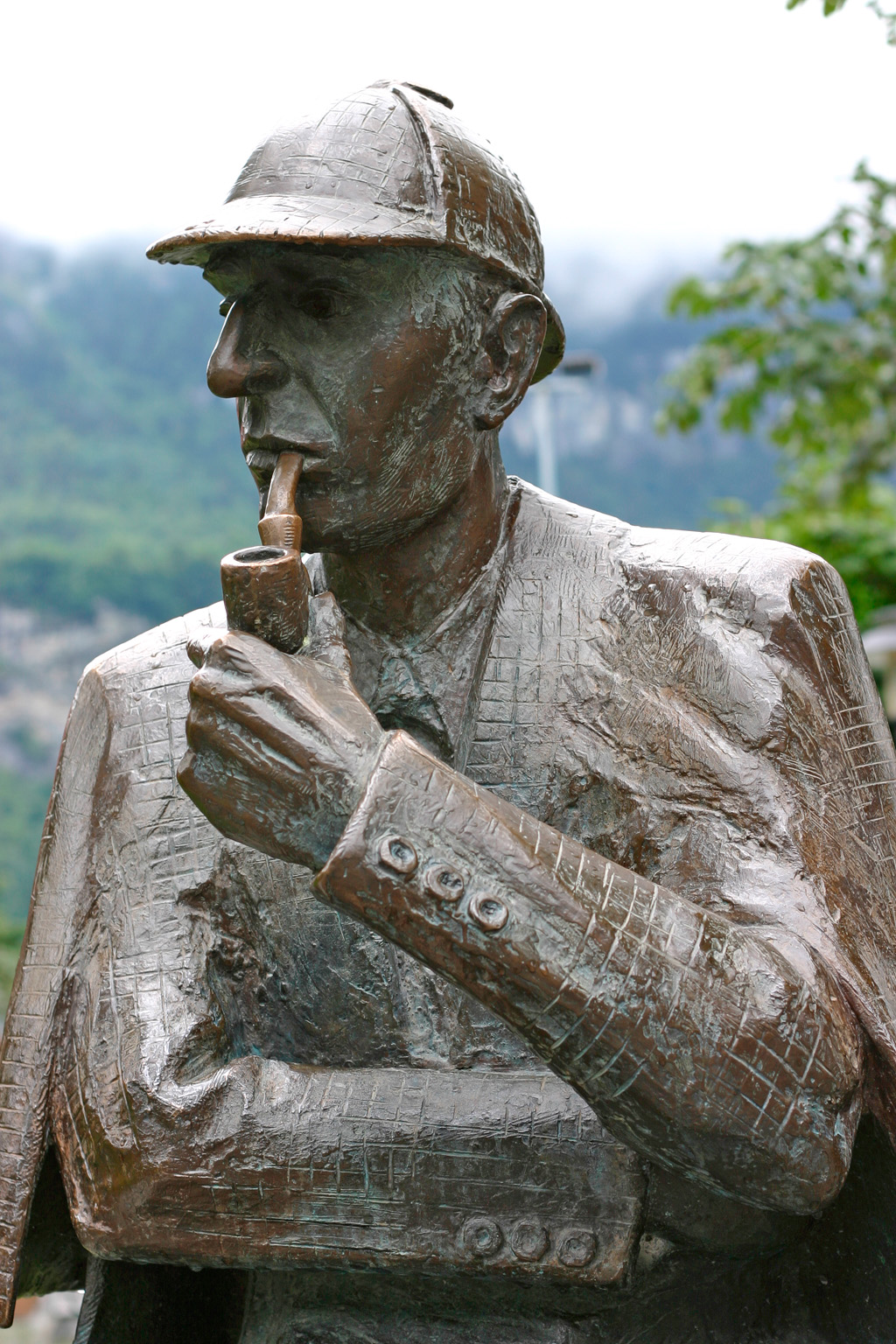
Statuia lui Sherlock Holmes din Meiringen
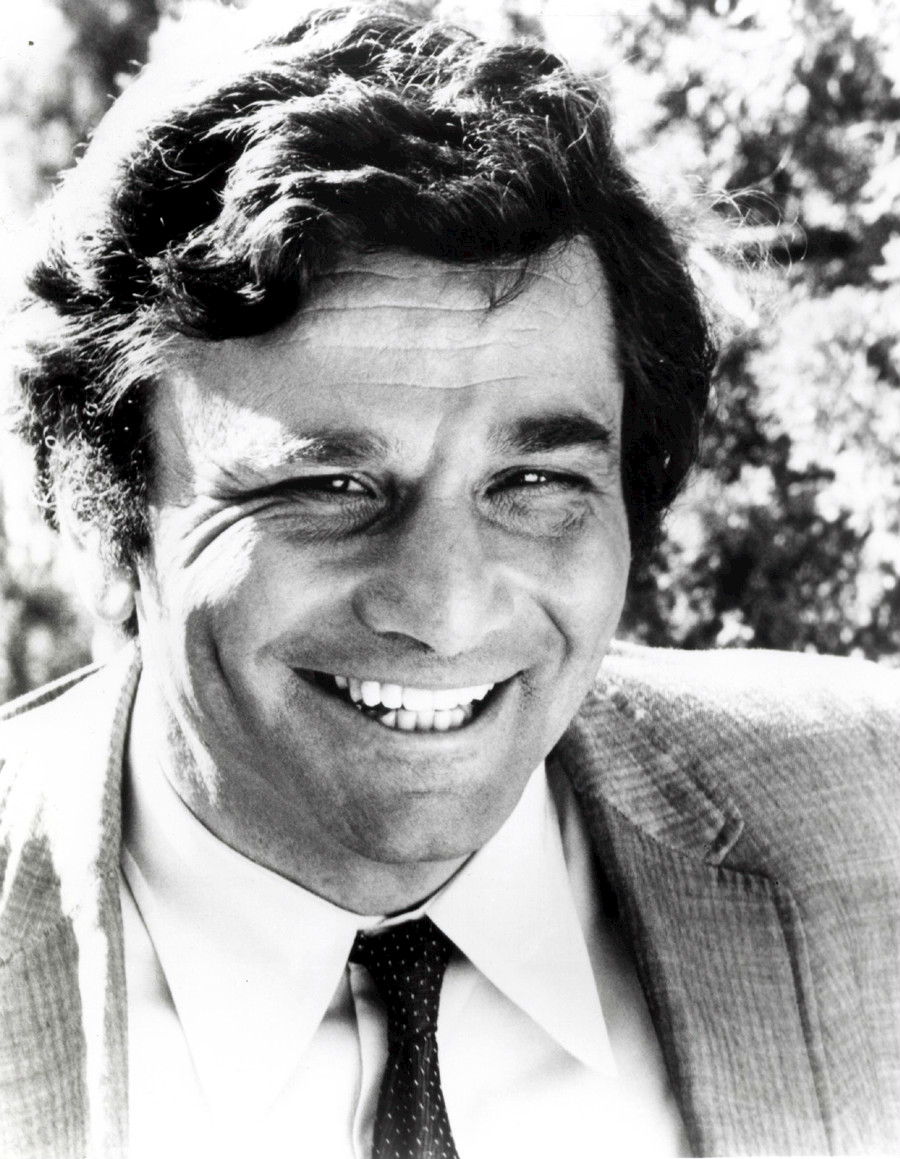
Peter Falk interpretează rolul lui Colombo, 1973.
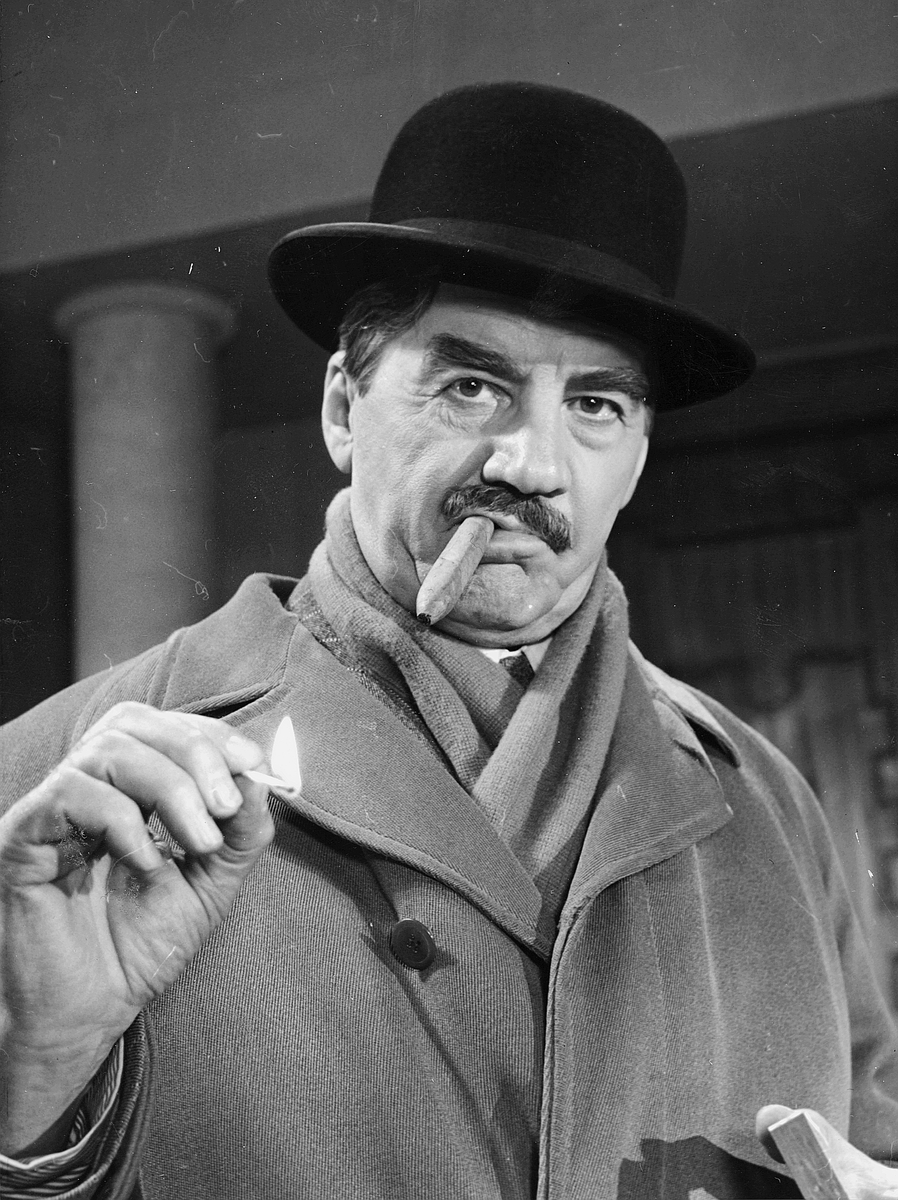
Joel Rinne interpretează rolul inspectorului Frans J. Palmu.
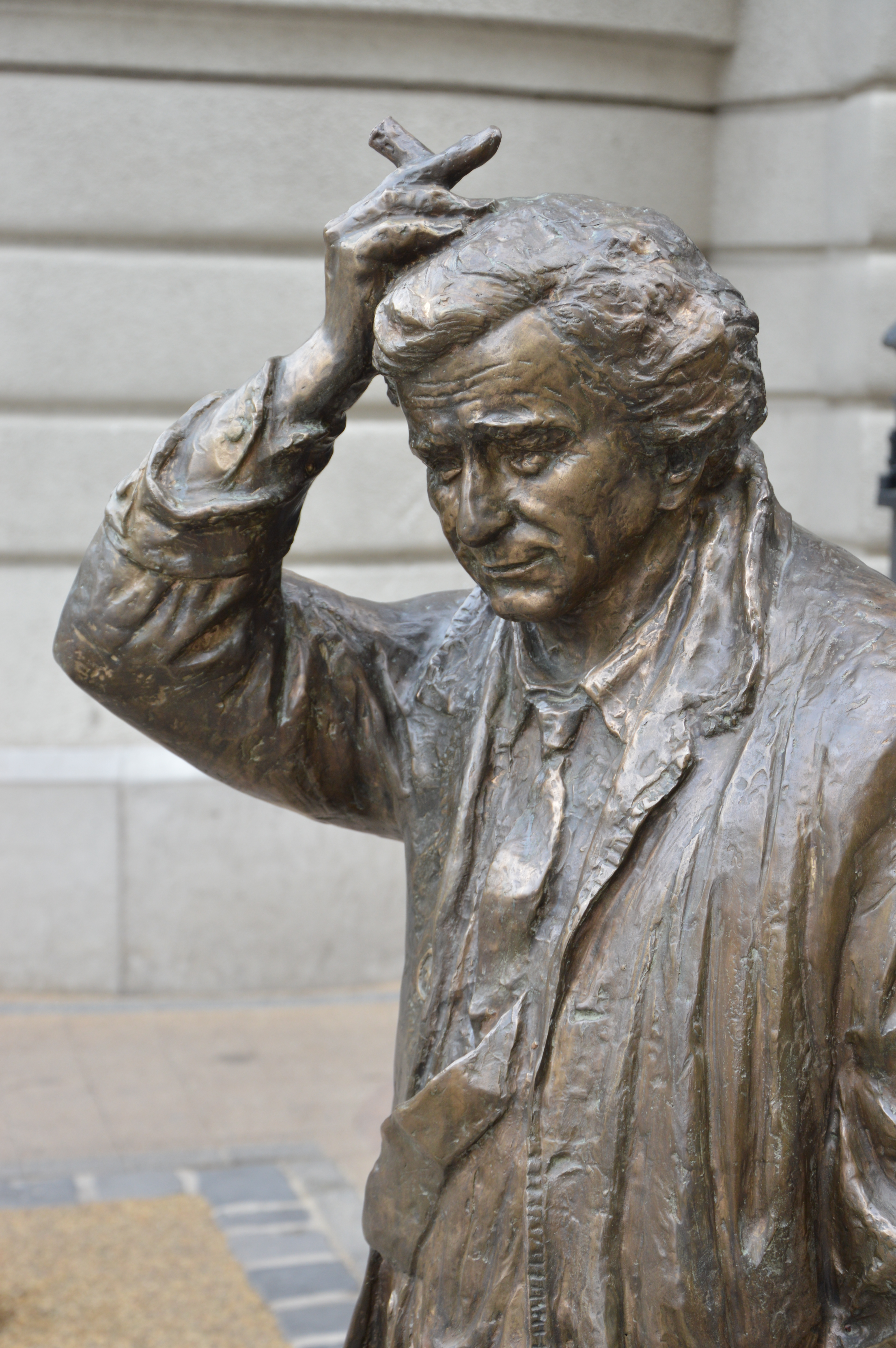
Statuia lui Columbo din Budapesta
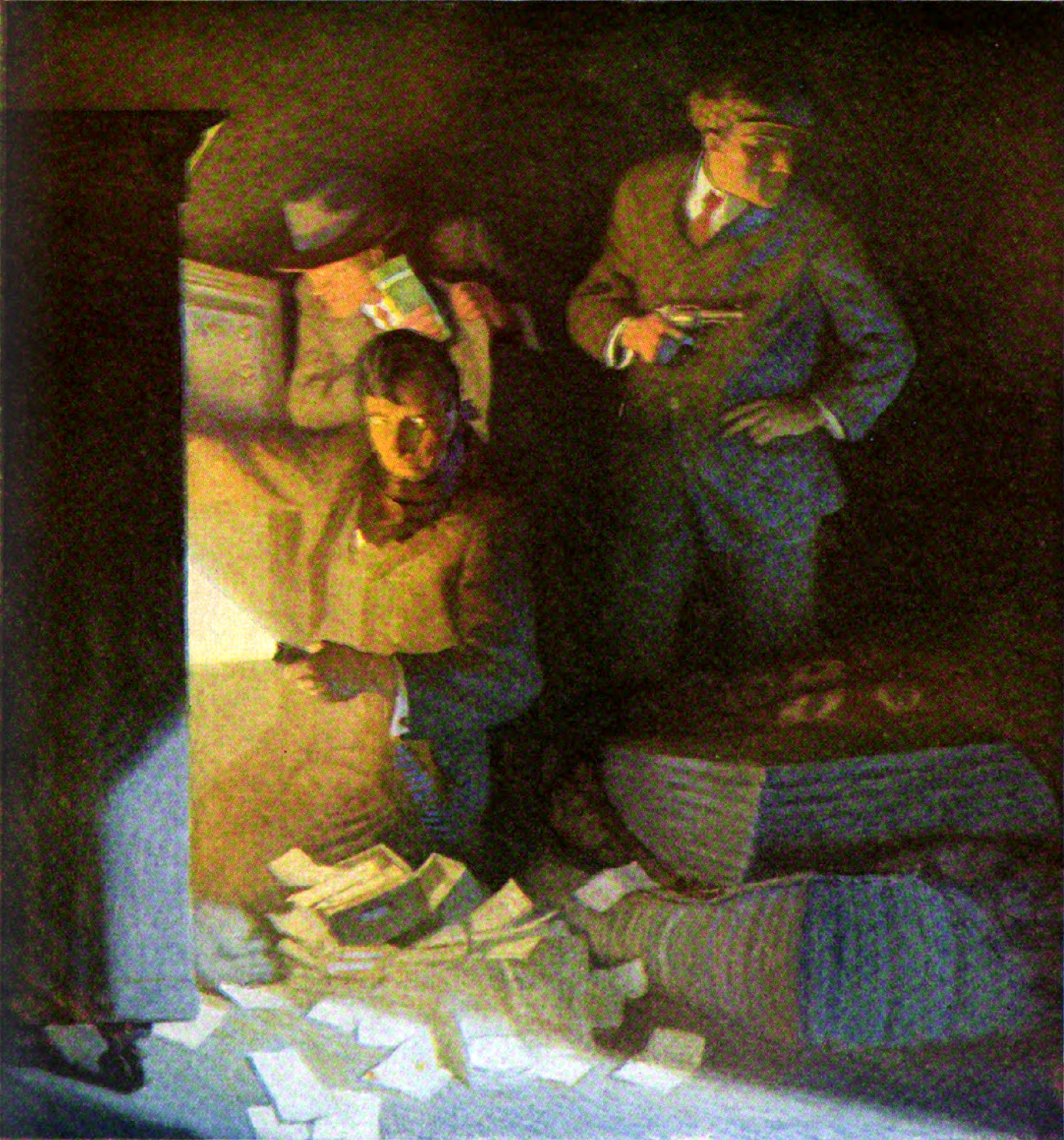
Boston Blackie în „The Price of Principle”, The American Magazine, iulie 1914 (p. 10)